# 駿河灣藍帶紋鱸
駿河灣藍帶紋鱸，為輻鰭魚綱鱸形目鱸亞目麗花鮨科的其中一種，分布於西北太平洋日本海域，深度可達120公尺，為温帶海水魚，體長可達8公分，棲息在底層水域，生活習性不明。